# Hook Me Up
A Hook Me Up az ausztrál együttes, a The Veronicas második nagylemeze, mely 2007. november 3-án jelent meg a Rhino Entertainment, Sire Records és London Records kiadók gondozásában. A lemez egy új irányzatot mutat a duó zenei életében - a lányok megismerkedtek a New Wave/electro-pop párossal, miközben mellőzték pop-punk stílusukat. Az ARIA albumlistájának második helyén debütált az album, kétszeres platina minősítést kivívva magának. A Hook Me Up, Untouched, This Love, Take Me on the Floor és Popular című dalok jelentek meg kislemezként a korongról. A 2008-as ARIA Music Awards-on három jelölést szereztek a lányok: "Highest Selling Album" (Legkeresettebb album), "Highest Selling Single" (Legkeresettebb kislemez) és "Best Pop Release" (Legjobb pop kiadás).

## Háttér
Az album jelentős része a lányok Los Angeles-i otthonában íródott Toby Gad közreműködésével. Jessica Origliasso szerint „Nagyszerű volt. Toby egy egyszerűsített programmal dolgozik Mac számítógépén. A stúdióban való munka elveszi az összes feszültséget. Lehetőségünk volt rá, hogy hasznossá tegyük az időnket és ne idegeskedjünk az idő miatt.” A munkálatokhoz a lányok már előre eltervezték, kikkel szeretnének dolgozni: Billy Steinberg (aki Madonna énekesnővel is dolgozott), és John Feldmann (Good Charlotte és The Used). A dalszövegek elsősorban a szerelemről szólnak. A Revenge Is Sweeter (Than You Ever Were) egy személyről szól, akivel Lisa Origliasso a tengerentúlon randizott: „…A dal megcsalásról szól. Rengeteg emberrel megtörtént ez, mint velem is, szóval nagyon egyszerű volt elbeszélni a szituációt. És láttam ezt folytatódni, szóval nem volt nehéz dalt írni.” Az In Another Life is egy személyes dal, a legszemélyesebb, melyet eddig írtak. Lisa szerint „A szám felvétele alatt nem tudtunk folyamatosan énekelni, mivel végig sírtunk.” Jess szerint „hallhattok szipogni a háttérben.” A Take Me on the Floor című dalban az ikrek azt éneklik, meg akarnak csókolni egy lányt. Lisa így vélekedett „Igen, van szexuális suttogás a  dalhoz, de mikor a számot szereztük, szórakozásra gondoltunk: klubba menni és a táncparketten lenni. Úgy értelmezheted, ahogy szeretnéd.” Jessica szerint „Egyszerű lenne egy olyan felvételt alkotni, mint az első […] Az első albumon sikerült, névjegyünkké vált a hangzás. Nem megalázó, szerettük, de néhány szempontból fejlődni kell, mint előadó, vagy leragadsz.” Lisa szerint „Az előző albumot két éve csináltuk. Kissé régimódi lenne ugyanezt tenni ismét. Úgy érzem, aktuálisak vagyunk, viszont közben önmagunk is. Ez egy természetes haladás. Kihívást akartunk, valami új felé jutni. Az emberek megszokták a hangzásunkat…”

## Kislemezek
A Hook Me Up az album első kislemezeként jelent meg 2007. szeptember 22-én. Hetedik helyen debütált az ARIA listáján, majd első helyezést is elért. 2008-ban a lányokat az ARIA Music Awardson a dal miatt a Highest Selling Single kategóriában jelölték, viszont Gabriella Cilmivel szemben veszítettek..
Az Untouched Ausztráliában második, Új-Zélandon, Észak-Amerikában és Európában első kislemezként jelent meg. Ausztráliában második helyezést ért el. A Billboard Hot 100 listán 12. lett. Új-Zélandon kilencedik lett, az Egyesült Királyságban nyolcadik, ezzel első olyan daluk lett, mely Ausztrálián kívül is sikeres lett. The song was also nominated for the ARIA Music Award for Highest Selling Single.
A This Love Ausztráliában harmadik, Új-Zélandon második kislemezként jelent meg. Előbbiben tizedik, utóbbiban tizennegyedik lett.
A Take Me on the Floor Ausztráliában negyedik kislemezként, Új-Zélandon harmadikként, az Egyesült Államokban és Kanadában pedig másodikként jelent meg. Ausztráliában hetedik helyezésig jutott a dal. Új-Zélandon 29. lett, number fifty-four in Canada. az Egyesült Államokban 81. helyezést ért el.
A Popular Ausztráliában ötödik kislemezként jelent meg. Az ARIA listáján nem jelent meg, mindössze a rádiók játszották, viszont az ausztrál rádiós listán 9. lett.
A 4ever az album második kislemezeként jelent meg az Egyesült Királyságban és Írországban, illetve az Egyesült Államokban harmadikként adták ki. A brit kislemezlista 17. helyéig jutott a felvétel, Írországban 20. lett.

## Promóció
A The Veronicas rengeteg televíziós műsorban jelent meg, hogy promotálhassa albumát; például a So You Think You Can Dance című műsorban (Ausztráliában és az Egyesült Államokban egyaránt) A Rove című műsorban is megjelentek. Ashley Tisdale mellett a Z100 Jingle Ball-on is megjelentek, illetve az MTV szilveszteri rendezvényén Miley Cyrus mellett voltak műsorvezetők. Európában a BBC Radio 1 műsorában adtak elő, illetve a GMTV-n, Capital FM-n, TRL-n (Olaszország) is megjelentek.
A 90210 egyik epizódjában is megjelentek, ahol az Untouched című dalukat adták elő. and also performed the song at the Miss USA 2009 pageant. Popular és Revenge Is Sweeter (Than You Ever Were) című dalaik a The Hills című műsorban jelentek meg.
2007-ben megkezdték Hook Me Tour, 2009-ben pedig Revenge Is Sweeter tour című turnéjukat kezdték el.

## Az albumon szereplő dalok listája
Standard kiadás
1. Untouched (Toby Gad, Jessica Origliasso, Lisa Origliasso) – 4:14
2. Hook Me Up (J. Origliasso, L. Origliasso, Shelly Peiken, Greg Wells) – 2:56
3. This Is How It Feels (Gad, J. Origliasso, L. Origliasso) – 4:11
4. This Love (Gad, Kesha Sebert) – 2:59
5. I Can’t Stay Away (Josh Alexander, Billy Steinberg) – 3:26
6. Take Me on the Floor (Gad, J. Origliasso, L. Origliasso) – 3:30
7. I Don’t Wanna Wait (John Feldmann, J. Origliasso, L. Origliasso) – 2:59
8. Popular (Beni Barca, Gad, J. Origliasso, L. Origliasso) – 2:44
9. Revenge Is Sweeter (Than You Ever Were) (Gad, J. Origliasso, L. Origliasso) – 3:43
10. Someone Wake Me Up (Alexander, J. Origliasso, L. Origliasso, Steinberg) – 3:35
11. All I Have (Gad, J. Origliasso, L. Origliasso) – 3:14
12. In Another Life (Gad, J. Origliasso, L. Origliasso) – 3:47

Ausztrál iTunes kiadás
1. Track by Track (exkluzív interjú) – 7:34
2. Hook Me Up (videóklip) – 2:59
3. Füzet (digitális füzet)

Amerikai, japán, brazil és argentin bónusz dal
1. Goodbye to You – 3:14

Brit, mexikói, amerikai újra kiadott változat
1. Goodbye to You – 3:14
2. Change The World – 3:09
3. 4ever – 3:30
4. Everything I’m Not – 3:37 (UK only)

Amerikai iTunes deluxe bónusz számok
1. Change the World – 3:07
2. Everything – 3:22
3. Don’t Say Goodbye (feat. Tanya Doko) – 2:54
4. Untouched (Listen Deep remix) – 4:32
5. Untouched (videóklip) – 3:43
6. Digitális füzet – Hook Me Up

### DVD karaoke kiadás
DVD
1. Hook Me Up (karaoke)
2. Untouched (karaoke)
3. This Love (karaoke)
4. Take Me on the Floor (karaoke)
5. Hook Me Up
6. Untouched
7. This Love
8. Take Me on the Floor

## Megjelenések
| Ország             | Dátum               | Kiadó                | Formátum               |
| ------------------ | ------------------- | -------------------- | ---------------------- |
| Ausztrália         | 2007. november 3.   | Sire Records         | CD, digitális letöltés |
| Új-Zéland          | 2008. április 7.    | Warner Bros. Records | CD, digitális letöltés |
| Chile              | 2008. május 12.     | Sire Records         | CD, digitális letöltés |
| Kanada             | 2009. január 20.    | Sire Records         | CD                     |
| Egyesült Államok   | 2008. május 13.     | Sire Records         | Digitális letöltés     |
| Egyesült Államok   | 2008. augusztus 26. | Sire Records         | CD                     |
| Egyesült Államok   | 2009. június 6.     | Sire Records         | CD                     |
| Brazília           | 2009. március 27.   | Warner Music         | CD                     |
| Japán              | 2009. április 14.   | Pony Canyon          | CD                     |
| Olaszország        | 2009. április 3.    | Warner Music         | CD                     |
| Franciaország      | 2009. április 6.    | Warner Music         | CD                     |
| Mexikó             | 2009. június 23.    | Warner Music         | CD                     |
| Egyesült Királyság | 2009. október 12.   | Warner Music         | CD, digitális letöltés |